# Varje gång jag ser dig
Varje gång jag ser dig, skriven av Mauro Scocco, är en låt framförd av den svenska popartisten Lisa Nilsson på albumet "Himlen runt hörnet" 1992.
Singeln placerade sig som bäst på femte plats på den svenska singellistan.
Melodin låg på Svensktoppen i 14 veckor under perioden 31 maj-25 oktober 1992, och var bland annat etta .
På Tracks låg melodin i fem veckor under perioden 23 maj-20 juni 1992, med andraplats som högsta placering.
Finns även utgiven på engelska under titeln Let me in your heart.

## Listplaceringar
| Lista (1992) | Position |
| ------------ | -------- |
| Sverige      | 5        |